# Campionati svizzeri di sci alpino 1992
Ai Campionati svizzeri di sci alpino 1992 furono assegnati i titoli di discesa libera, supergigante, slalom gigante, slalom speciale e combinata, sia maschili sia femminili; oltre agli sciatori svizzeri, poterono concorrere al titolo anche gli sciatori di nazionalità liechtensteinese.

## Risultati
| Specialità      | Uomini           | Donne               |
| --------------- | ---------------- | ------------------- |
| Discesa libera  | William Besse    | Chantal Bournissen  |
| Supergigante    | William Besse    | Madlen Summermatter |
| Slalom gigante  | Ivan Eggenberger | Heidi Zurbriggen    |
| Slalom speciale | Oliver Künzi     | Monika Käslin       |
| Combinata       | Patrick Staub    | Heidi Zurbriggen    |